# Kryštof Popel z Lobkowicz
Kryštof starší Popel z Lobkowicz († 26. března 1590 Bílina) byl český šlechtic, příslušník bílinské větve šlechtického rodu Lobkoviců a zakladatel vlastní bílinské pošlosti. Působil na dvoře arcivévody Arnošta (1553–1595) a byl členem dvorské válečné rady (Hofkriegsrat).

## Majetek

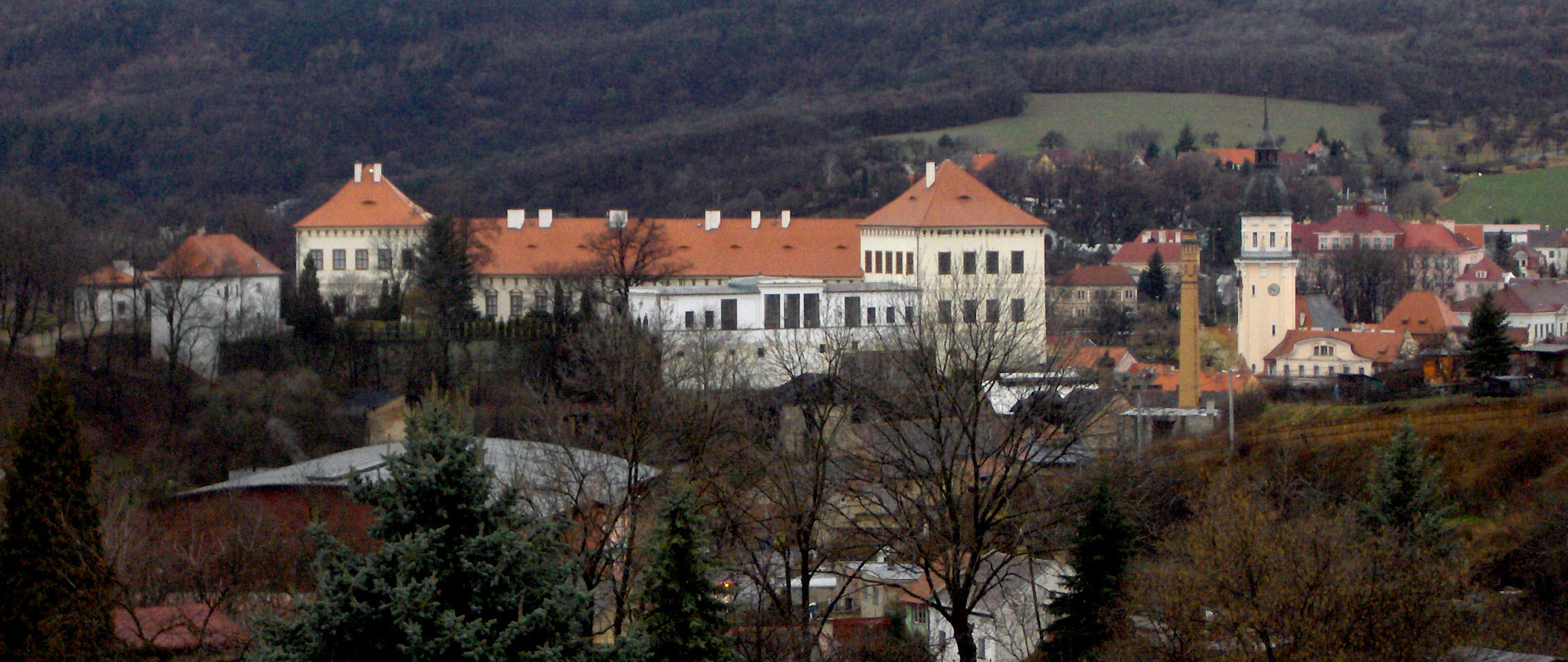
Zámek Bílina dal jméno rodové větvi i pošlosti Lobkoviců

Vlastnil Bílinu, Kost, Běškovice, Trosky a Blatnou.

## Rodina
Narodil se jako čtvrtý syn a čtvrtý z devíti potomků Děpolta Popela z Lobkowicz († 3. duben 1527 Bílina) a jeho druhé manželky Anny (Anežky) Mičanové z Klinštejna a Roztok († 1528). Jeho bratři založili peruckou, duchcovskou a tachovskou pošlost.
V roce 1550 se oženil se s Annou z Bibrštejna (5. listopadu 1523–1593), dcerou Jeronýma z Bibrštejna na Kosti († 1549) a jeho manželky princezny Voršily z Minsterberka (1505–1531). Anna zdědila třetinu Kosti a Trosek. Měli spolu 8 dětí (2 syny a 6 dcer).
- 1. Oldřich Felix (1557 – 21. 3. 1604; 28. 4. 1604 pohřben v Bílině)
  - ∞ (21. 9. 1571 Jindřichův Hradec) Anna Alžběta z Hradce (14. 7. 1557 – 17. 7. / 21. 9. 1596)
    - 1. Marie Magdalena (asi 1572 – 2. 12. 1581)
    - 2. Vilém mladší (asi 22. 7. 1575 – 1. 1. 1647, pohřben v Pražské Loretě), královský rada, nejvyšší dvorský sudí, nejvyšší lovčí
      - ∞ (28. 10. 1608) Benigna Kateřina Popelovna Lobkowicz (23. 3. 1594 - 28. 12. 1653)

    - 3. Alžběta (Eliška) (1580 – 15. 6. 1663 Žichovice; pohřbena ve Strahovském klášteře)
      - ∞ (13. 2. 1600 Hradčany, Praha) Jindřich Libštejnský z Kolowrat († 6. 3. 1646), nejvyšší hofmistr

    - 4. Jáchym Kryštof (1583 – 12. 1. 1586)
    - 5. Adam (asi 10. 11. 1590 Praha)
    - 6. Václav (1585 – 25. 3. 1616 Praha)
      - ∞ (18. 10. 1615) Anna Ludmila Novohradská z Kolovrat (17. 4. 1601–1627)

    - 7. Kateřina Ludmila († kolem 1629)
      - 1. ∞ (21. 10. 1612) Ladislav Berka z Dubé († 1613)
      - 2. ∞ Alwig ze Sulzu († 9. 3. 1632)
- 2. Bartoloměj, člen Akademie v Ingolstadtu 1575
- 3. Dorota († 8. 3. 1577)
  - ∞ Jan z Vartemberka (14. 1. 1542 – 3. 1. 1595)
- 4. Voršila
  - ∞ (1569) Jiří Pruskovský z Pruskova († 24. 11. 1584)
- 5. Hedvika
  - ∞ (24. 11. 1577 Praha) Jan z Rozdražova (1539 – 1585 Vídeň)
- 6. Anna Marie († asi 1610)
  - ∞ (smlouva 5. 2. 1603) Bohuslav z Leskovce († duben 1603)
- 7. Barbora (1570 – 16. 8. 1610, pohřbena v České Lípě)
  - 1. ∞ (1580) Jan starší z Vartemberka (14. 1. 1542 – 3. 1. 1595)
  - 2. ∞ (1595) Albrecht Vladislav Smiřický ze Smiřic (asi 1562–1602)
  - 3. ∞ (1607) Václav starší Berka z Dubé († 1625)
- 8. Ludmila (1577 – 6. 4. 1602, pohřbena v katedrále sv. Víta v Praze)
  - ∞ (15. 4. 1597) Oldřich Desiderius Pruskovský z Pruskova († 16. 2. 1618, pohřben ve Strahovském klášteře v Praze)